# Can't Be Tamed
Can't Be Tamed je tretji glasbeni album ameriške glasbenice Miley Cyrus, ki ga je založba Hollywood Records najprej izdala 18. junija 2010. Pesmi iz albuma so napisali in posneli, ko je Miley Cyrus leta 2009 potovala na koncerte v sklopu svoje turneje Wonder World Tour. Devetnajst nastopov in dodatni intervjuji v zaodrju so vključeni v dodatno izdajo albuma Can't Be Tamed. Producenti albuma so Antonina Armato, Tim James in John Shanks, s katerimi je Miley Cyrus sodelovala že na svojih prejšnjih albumih. Glasbeno je Can't Be Tamed dance-pop album z nekaj akustičnimi baladami. Vse pesmi govorijo o osvobajanju od pričakovanj in omejitev.
Album Can't Be Tamed je pristal na tretjem mestu lestvice Billboard 200, četrtem mestu lestvice v Nemčiji in osmem mestu lestvice UK Albums Chart. Glavni singl iz albuma, »Can't Be Tamed«, je izšel 18. maja 2010. Dosegel je osmo mesto na lestvici Billboard Hot 100 in peto mesto na lestvici New Zealand Singles Chart. Drugi singl iz albuma, »Who Owns My Heart«, je izšel 26. oktobra 2010. Album so primarno promovirali preko koncertov in pojavov na televiziji.

## Ozadje
Miley Cyrus je oznanila, da namerava vzeti premor od glasbe potem, ko posname svoj tretji glasbeni album, Can't Be Tamed, in sicer zato, da bi preučila različne glasbene zvrsti in razvila trdno prepričanje glede glasbe, ki bi ustrezalo njenemu okusu. Miley Cyrus je dejala, da je njena glasba ne navdihuje več tako, kot bi si želela in da upa, da bo album Can't Be Tamed njen zadnji pop glasbeni album. »Večkrat ko napišem glasbo, ki me ne navdihuje zares, bolj imam občutek, da se mi meša kot vsem ostalim,« je povedala. Miley Cyrus si je na začetku želela ustvariti novo, bolj rockersko glasbo, kot prej. Kasneje je razkrila, da album Can't Be Tamed vsebuje pop glasbo, ki jo je navdihnila pop pevka Lady Gaga in da pesmi z albuma vključujejo tudi določene elemente techno glasbe. »To je bil zanjo naraven proces,« je povedal Abbey Konowitch, generalni menedžer založbe Hollywood Records. Komentiral je, da ima album več dance-pop zvoka, kot so nameravali na začetku. »A ona se je ob snemanju počutila zelo udobno in vsi lahko občutimo, da se dobro počuti ob ustvarjanju te glasbene zvrsti.«
Miley Cyrus je verjela, da je primeren čas za izid albuma poletje leta 2010, saj je bil to »vsekakor dober CD. Je primeren za to, da ga pustiš v svojem avtu«. Album je prvič izšel 18. junija 2010 v Nemčiji in nato še 21. junija 2010 v Združenih državah Amerike. Za razliko od drugih glasbenih albumov Miley Cyrus in založbe Hollywood Records, so pri albumu Can't Be Tamed za izdajo uporabili nov format za vsakodnevno uporabo, ki ga je založba Universal Music Group v Evropi odobrila šele tistega leta. Abbey Konowitch je predstavnikom založbe Universal Music Group v Evropi album predstavil, ko je bil ta še v zgodnjem procesu izdelave, in sicer zato, da bi z njimi spregovoril o novi pogodbi glede uporabe tega formata za njegovo izdajo; odobravanje jim je omogočilo začeti z globalnim tržnim načrtom prej, kot običajno. »Po navadi naši so izdelki zaradi zasedenosti umetnika razporejeni po vsem svetu. Za nas je nenavadno, da imamo dovolj časa in glasbe, da nam to uspe narediti predhodno,« je povedal. Standrdna verzija, ki vključuje samo avdio zgoščenko in dodatna verzija, ki vključuje zgoščenko in DVD, sta že izšli. DVD vključuje prej neizdane fotografije iz koncerta Miley Cyrus v areni The O2 Arena v Londonu, Anglija, ki je bil del njene prve samostojne svetovne turneje, Wonder World Tour iz leta 2009. Vključuje devetnajst nastopov v živo in intervju v zaodrju z Miley Cyrus. Naslovnica albuma je bila razkrita preko spletne strani Miley Cyrus 7. maja leta 2010.

## Snemanje
Album Can't Be Tamed so posneli v času, ko je Miley Cyrus veliko potovala okoli sveta, v glavnem v sklopu svoje turneje Wonder World Tour. Decembra 2009 je začela s snemalnim procesom v Londonu, Anglija. Producent albuma, John Shanks, ki je že pred tem produciral njen uspešni singl, »The Climb«, se je povezal z Miley Cyrus in začel z njo govoriti o albumu, da bi z njo sodeloval pri projektu pa je z letalom odletel na različne lokacije. John Shanks je po poročilih potoval v London, da bi izpopolnil sesije, na katerih se je Miley Cyrus z različnimi ljudmi sestajala zato, da bi se posvetovala glede pisanja pesmi z albuma in snemanja albuma samega. Nato se je vrnil v Los Angeles, Kalifornija, kjer je nadaljeval z nadaljnjim delom na pesmih. Vodja A&R procesije pri založbi Hollywood Records, Jon Lind, je povedal: »John je precej časa preživel tam, Bog ga blagoslovi [...] Res je bojevnik in svetovni popotnik za vse skupaj, bil je namreč odločen, da bi kljub Mileyjinemu natrpanemu urniku sodeloval pri tem ustvarjalnem projektu.«
Tudi ostali producenti albuma so z Miley Cyrus sodelovali že prej - Antonina Armato in Tim James sta že prej producirala njena uspešna singla »See You Again« in »7 Things«. Miley Cyrus je svoj odnos z Antonino Armato med snemanjem opisala kot topel: »Antonino lahko kličem 'mami', ker je res moja druga mama. Nihče nikoli ne bo mogel razumeti najinega razmerja. Z njo sodelujem že štiri leta in vsak dan grem v studijo in ko ni dela, samo posedavava naokoli in jeva kolačke in se pogovarjava in povem ji vse o svojem življenju. Mislim, da skupaj ustvarjava zelo dobro glasbo.« Končni produkt ima veliko dance ritma in ima velik poudarek na sintetizatorju, vendar Miley Cyrus verjame, da zvok ni tako pomemben kot besedila pesmi z njenimi osebnimi izkušnjami.

## Sestava
»To je bil zame zelo dober projekt. Mislim, da je bil ta album skoraj nekakšna terapija, pri kateri sem poskušala pobegniti od ljudi, ki me sprašujejo, kaj si mislim in kako se počutim. Mislim, da je to najbolj odkrit projekt, kar sem jih kdaj izdala. Mislim, da ta projekt pokaže nekakšno drugačno zrelost v meni, drugo luč, s katero pa se ljudje, predvsem moji oboževalci, lahko še vedno povežejo. Sem duhovna oseba, vendar je moja glavna vera je vera v ljudi, ki me sprašujejo, kaj je bistvo vseh mojih del in kdo je ljubezen iz mojih pesmi. In to je, mislim, nekaj, kar temu svetu primankuje in okoli česa se vrti vse skupaj.«

— Miley Cyrus razloži koncept ozadja in tem v albumu Can't Be Tamed.

Miley Cyrus je reviji Billboard povedala, da ne sledi formalnemu procesu pisanja pesmi in si namesto tega opombe zapisuje na mobilni telefon in v svoj dnevnik, ki ga hrani na računalniku. Pravi, da ne posluša veliko pop glasbe in da je »trinajstletnico v meni zbila sedemnajstletnica, ki sem« zaradi »prodajanja«. Kljub temu pa pravi, da ima glasba na tem albumu zanjo pomen.
Pesem »Liberty Walk«, ki so jo napisali Miley Cyrus, Antonina Armato, Tim James, John Fasse in Nick Scapa, govori o nekomu, ki zbere pogum in se reši iz nasilnega razmerja. Miley Cyrus, Antonina Armato, Tim James, Paul Neumann in Marek Pompetzki so skupaj napisali pesem »Can't Be Tamed«, glavni singl iz albuma, ki je po besedah Miley Cyrus opisovala občutke osebe, ki je ujeta v kletki, od zunaj pa jo opazujejo ljudje. Pesem po njenem mnenju temelji na temi »osvobajanja in občutka svobode.« Miley Cyrus je posnela svojo verzijo pesmi glasbene skupine Poison, »Every Rose Has Its Thorn«, iz njihovega albuma iz leta 1988, Open Up and Say... Ahh!, potem, ko je slišala gručo ljudi, ki jo je prepevala. Označila jo je za »klasiko« in eno izmed svojih najljubših pesmi. »Resnično mislim, da je glasbena industrija dandanes pravo zavetišče otrokom, vendar ti niso izpostavljeni pesmim, ki so tako odkrite in resnične kot je ta.« Miley Cyrus se je posvetovala z glavnim pevcem skupine Poison, Bretom Michaelsom, ki ji je pomagal analizirati pesem »Every Rose Has Its Thorn« in ji dodati »njene lastne meje in sporočilo«. Bret Michaels je dejal, da je glasbena skupina dobila veliko ponudb različnih glasbenikov, ki so želeli posneti svojo verzijo te pesmi in da so bili, preden so podali svoje dovoljenje, vedno živčni. »In nekaj vam moram povedati. S pesmijo je zadela v polno,« je povedal za MTV. Dodal je, da je Miley Cyrus »ena izmed redkih glasbenikov«, ki so lahko »ji [pesmi 'Every Rose Has Its Thorn'] dodali lastno sporočilo in lastne meje, pa je pesem še vseeno zvenela tako dobro«. Bret Michaels poje spremljevalne vokale na njeni verziji pesmi. Miley Cyrus je s pesmijo »Robot« nastopila že v decembru 2009 v Londonu, Anglija, medtem ko je nastopala na turneji Wonder World Tour; pesem je opisala kot pobeg od »oblike in stroja, za katerega vsi mislijo, da bi moral biti.« Miley Cyrus je napisala pesem »My Heart Beats for Love« za svojega homoseksualnega frizerja, enega izmed njenih najboljših prijateljev. Njen namen je prepričati občinstvo, da ustavijo diskriminacijo homoseksualcev in postanejo bolj »odprti za svet«.
Glasbeno album Can't Be Tamed vključuje mnogo dance pesmi, pri katerih je veliko poudarka na bas kitari. Pesem »Who Owns My Heart« v refrenu vključuje veliko sintetizatorja in, kot meni Ann Donahue iz revije Billboard, naj bi spominjala na glasbo iz osemdesetih. Pesem »Can't Be Tamed« vključuje veliko bobnov v svoji instrumentaciji in v refrenu. Ann Donahue je dodala, da je zvok pesmi »Two More Lonely People« enake narave. Tudi pesem »Permanent December« naj bi temeljila na dance glasbi.

## Sprejem kritikov
Album je v glavnem sprejel mešane ocene s strani glasbenih kritikov. Glenn Gamboa iz revije Newsday je napisal, da je albumova primarna napaka to, da je zvok na njem zelo zmeden; pravi, da se je Miley Cyrus »težko upreti« pri nekaterih pesmih, na druge pa se ni lahko osredotočiti, kot sta na primer »tavanje čez« pesem »Every Rose Has Its Thorn« in rapanje na pesmi »Liberty Walk«, in zaradi takih pesmi naj bi jo ljudje »težko jemali resno«. Ed Masely iz revije The Arizona Republic se je strinjal: »Težava je v tem, da Miley ni več majhna deklica, vendar še ni ženska, zaradi česar se zdi nekoliko problematična, ko v javnosti želi na najboljši možni način predstaviti in si utreti svojo tranzicijo čez leta.« Ed Masely je bil razočaran, ker se je Miley Cyrus oddaljila od »strastnih pesmi za mlajše, pri katerih je blestela« in za najboljše pesmi iz albuma izbral »izstopajoče elektronske pop pesmi«. Ron Harris iz revije Associated Press je dejal, da Miley Cyrus zveni kot »sedemnajstletnica, ki postaja mlajša«, saj nadaljuje s prepevanjem »nejasnih ljubezenskih pesmi s preprostimi studijskimi inštrumenti.« Ogromno skupino tekstopiscev, ki sodelujejo z Miley Cyrus pri pisanju pesmi, je vprašal: »Kako lahko zahtevate umetniško neodvisnost, če pa ohranjate velike skupine tekstopiscev pri velikem številu glasbenikov?« Prijaznejši kritik iz revije Rolling Stone je napisal, da sta Miley Cyrus in njen album nedvomno Disneyjev projekt, vendar so na boljši poti: »Tamed so večinoma ustvarjali profesionalci, ki so Miley Cyrus naredili za Disneyjevo princesko. To je eden izmed najboljših štiridesetih projektov vseh časov.« Leah Greenblatt iz revije Entertainment Weekly je albumu dodelila oceno »4«, kar je utemeljila z: »Kljub njenemu uporniškemu trudu Miley (še) ni tako kočljivo dekle.« Ian Drew iz revije Us Weekly je napisal, da »stil albuma spominja na Britney Spears in vključuje plesne ritme ('Tako sem privlačnejša' ('I'm hot like that'), ki so uporabljeni pri pesmi 'Can't Be Tamed') ter resne balade stila pesmi 'The Climb'. Napaka? Kot pri gdč. Spears prekomernost ne more zamaskirati njenega drobnega glasu.«
Veliko kritikov je album Can't Be Tamed zaradi uporabe tehnološke glasbe kritiziralo. Alexis Petridis iz revije The Guardian je dejala, da je bil album »standrdno močvirje pop-dance glasbe: veliko sintetizatorja, vokali pa preurejeni z Auto-Tuneom [...] čeprav je želela ustvariti bolj individualno identiteto je Miley Cyrus s tem postala samo še bolj generična.« Brad Wheeler iz revije Globe and Mail je napisal: »V tem nenavdihujočem albumu ni niti žarka individualnosti.« Napisal je, da njen glas z uporabo auto-tunea ne postane »nič posebnega« in da so besedila v albumu temeljila na klišejih. Heather Phares iz spletne strani Allmusic je komentirala: »Čeprav je bila pop glasba za Miley Cyrus v Hannahinih letih enkratna, se zvoki, pri katerih prevladuje sintetizator, ne ujemajo; bolj naravno in odraslo zveni pri rock in country pesmih.« Heather Phares tudi meni, da Miley Cyrus »prepogosto zamenjava odraslost z veseljem«. Novinar revije Washington Post je napisal: »Tamed si pogosto lasti zasluge za njeno kislo osebnost, pri čemer pa se album razdeli med enkratne, kratke dance pop pesmi in generične odmevne balade s prekinjanjem.«

## Dosežki na lestvicah
Album je v prvem tednu od izida prodal 106.000 kopij izvodov samo v Združenih držav Amerike, zaradi česar je pristal na tretjem mestu glasbene lestvice Billboard 200, in sicer za albumom Drakea, Thank Me Later, in albumom Eminema, Recovery. V drugem tednu od izida je album prodal samo 33.000 kopij izvodov in tako dosegel deveto mesto lestvice Billboard 200.

## Promocija
Da bi promovirali album Can't Be Tamed se je založba Hollywood Records osredotočila raje na televizijske pojave kot pa na pojave na radijih, in sicer zaradi časovnih omejitev, s katerimi je bila v tistem času obkrožena Miley Cyrus. Strategija pa je bila, da »več ugodnosti prinašajo posamezne glasne prireditve kot pa tradicionalne turneje in intervjuji z novinarji.« Miley Cyrus je s pesmijo »Can't Be Tamed« prvič v živo nastopila 18. maja 2010 v oddaji Dancing With the Stars. Pri prvih pojavih v Evropi je Miley Cyrus nastopila s pesmimi »Can't Be Tamed«, »Robot« in »My Heart Beats for Love« na koncertih Rock in Rio 6. junija 2010 v Lizboni, Portugalska in Madridu, Španija. Na koncertu je nastopila s šestimi pesmimi iz albuma v Los Angelesu v areni House of Blues 21. junija 2010. Koncert je bil posnet in je nato krožil po spletu po več kot tridesetih straneh, ki jih ima v lasti podjetje MTV Networks. Čez poletje leta 2010 je Miley Cyrus z nastopi promovirala album Can't Be Tamed tako, da je zapela nekaj pesmi iz albuma v oddajah Britanija ima talent, Good Morning America, Late Show with David Letterman, in na podelitvi nagrad MuchMusic Video Awards leta 2010.
Miley Cyrus je s pesmijo »Who Owns My Heart« nastopila na podelitvi nagrad MTV Europe Music Awards leta 2010 in s pesmijo »Forgiveness and Love« na podelitvi nagrad American Music Awards leta 2010.

## Singli
- Pesem »Can't Be Tamed« je albumov prvi in glavni singl, ki je izšel izšel 18. maja 2010 preko digitalnega trga.[36] Kljub mešanim ocenam, ki jih je prejel album, je singl s strani glasbenih kritikov prejel pozitivne ocene, z Edom Maselyjem iz revije The Arizona Republic na čelu, ki je napisal: »Glavni singl, 'Can't Be Tamed', [...] obljublja veliko več, kot Miley Cyrus zares naredila.«[17] Najprej je zasedel osmo mesto na lestvici Billboard Hot 100,[37] šesto mesto na lestvici Canadian Hot 100[38] in peto mesto na lestvici New Zealand Singles Chart.[39] Videospot pesmi se je premierno predvajal na kanalu E! News 4. maja tistega leta. Videospot je režiral Robert Hales sledi Miley Cyrus ter številnim spremljevalnim plesalcem, oblečenim v obleke, podobne ptičjemu perju, ki so pobegnili iz kletke in razgrajajo po muzeju.[40] Pesem »Who Owns My Heart« bo mednarodno izšla kot drugi singl iz albuma. Promocijski singli na zgoščenki so bili v sredi decembra poslani radijem. Komercialne zgoščenke s singlom so izšle 26. oktobra leta 2010.[41][42] Videospot pesmi se je snemal 7. avgusta v Lansingu in se premierno predvajal 8. oktobra 2010 preko njene španske MSN strani.[43] Pesem je pristala na štiriindvajsetem mestu lestvice German Singles Chart.[44]

## Seznam verzij
| Št. | Naslov                     | Pisec                                                                                         | Producent(i)                | Dolžina |
| --- | -------------------------- | --------------------------------------------------------------------------------------------- | --------------------------- | ------- |
| 1.  | „Liberty Walk‟             | Miley Cyrus, Antonina Armato, Tim James, Nicholas J. Scapa, John Read Fasse, Michael McGinnis | Antonina Armato, Tim James  | 4:06    |
| 2.  | „Who Owns My Heart‟        | Miley Cyrus, Antonina Armato, Tim James, Devrim Karaoglu                                      | Antonina Armato, Tim James  | 3:34    |
| 3.  | „Can't Be Tamed‟           | Miley Cyrus, Antonina Armato, Tim James, Marek Pompetzki, Paul Neumann                        | Antonina Armato, Tim James  | 2:48    |
| 4.  | „Every Rose Has Its Thorn‟ | Bret Michaels, Rikki Rocket, Bobby Dall, C.C. Deville                                         | Antonina Armato, Tim James  | 3:50    |
| 5.  | „Two More Lonely People‟   | Miley Cyrus, Kevin Kadish, Brandon Jane, Angie Aparo, Armato                                  | Antonina Armato, Tim James  | 3:11    |
| 6.  | „Forgiveness and Love‟     | Miley Cyrus, Antonina Armato, Tim James, Adam Schmalholz                                      | Antonina Armato, Tim James  | 3:27    |
| 7.  | „Permanent December‟       | John Shanks, Claude Kelly, Miley Cyrus                                                        | John Shanks                 | 3:35    |
| 8.  | „Stay‟                     | John Shanks, Miley Cyrus                                                                      | John Shanks                 | 4:22    |
| 9.  | „Scars‟                    | John Shanks, Miley Cyrus                                                                      | John Shanks                 | 3:43    |
| 10. | „Take Me Along‟            | John Shanks, Miley Cyrus                                                                      | John Shanks                 | 4:08    |
| 11. | „Robot‟                    | John Shanks, Miley Cyrus                                                                      | John Shanks, Nataly Cholula | 3:44    |
| 12. | „My Heart Beats for Love‟  | John Shanks, Hilary Lindsey, Gordie Sampson, Miley Cyrus                                      | John Shanks                 | 3:42    |

| iTunesova dodatna pesem | iTunesova dodatna pesem                                 | iTunesova dodatna pesem |
| Št.                     | Naslov                                                  | Dolžina                 |
| ----------------------- | ------------------------------------------------------- | ----------------------- |
| 13.                     | „Can't Be Tamed‟ (Remix RockAngeles skupaj z Lil Jonom) | 4:01                    |

| Brazilska dodatna pesem | Brazilska dodatna pesem                      | Brazilska dodatna pesem |
| Št.                     | Naslov                                       | Dolžina                 |
| ----------------------- | -------------------------------------------- | ----------------------- |
| 13.                     | „Can't Be Tamed‟ (Mednarodna dodatna oprema) |                         |

| Razširjenja verzija DVD-ja – Miley Cyrus: V živo z O2 | Razširjenja verzija DVD-ja – Miley Cyrus: V živo z O2  | Razširjenja verzija DVD-ja – Miley Cyrus: V živo z O2 |
| Št.                                                   | Naslov                                                 | Dolžina                                               |
| ----------------------------------------------------- | ------------------------------------------------------ | ----------------------------------------------------- |
| 1.                                                    | „Živjo, London / Želite slišati pokanje mojih prstov?‟ |                                                       |
| 2.                                                    | „Breakout‟ (v živo)                                    |                                                       |
| 3.                                                    | „Start All Over‟ (v živo)                              |                                                       |
| 4.                                                    | „7 Things‟ (v živo)                                    |                                                       |
| 5.                                                    | „Kicking and Screaming‟ (v živo)                       |                                                       |
| 6.                                                    | „Tukaj je več, kot samo glasba‟                        |                                                       |
| 7.                                                    | „Bottom of the Ocean‟ (v živo)                         |                                                       |
| 8.                                                    | „To morate kupiti‟                                     |                                                       |
| 9.                                                    | „Fly on the Wall‟ (v živo)                             |                                                       |
| 10.                                                   | „Let's Get Crazy‟ (v živo)                             |                                                       |
| 11.                                                   | „Hoedown Throwdown‟ (v živo)                           |                                                       |
| 12.                                                   | „Nisem prepričana, če bo kraljici všeč‟                |                                                       |
| 13.                                                   | „These Four Walls‟ (v živo)                            |                                                       |
| 14.                                                   | „Ne nosim klobukov‟                                    |                                                       |
| 15.                                                   | „When I Look at You‟ (v živo)                          |                                                       |
| 16.                                                   | „Obsessed‟ (v živo)                                    |                                                       |
| 17.                                                   | „Oddaja se ne more nadaljevati / Spet na odru O2‟      |                                                       |
| 18.                                                   | „Spotlight‟ (v živo)                                   |                                                       |
| 19.                                                   | „G.N.O. (Girl's Night Out)‟ (v živo)                   |                                                       |
| 20.                                                   | „I Love Rock N' Roll‟ (v živo)                         |                                                       |
| 21.                                                   | „Party in the U.S.A.‟ (v živo)                         |                                                       |
| 22.                                                   | „Hovering‟ (v živo skupaj s Traceom Cyrusom)           |                                                       |
| 23.                                                   | „This Is How We Roll‟                                  |                                                       |
| 24.                                                   | „Simple Song‟ (v živo)                                 |                                                       |
| 25.                                                   | „See You Again‟ (v živo)                               |                                                       |
| 26.                                                   | „The Climb‟ (v živo)                                   |                                                       |
| 27.                                                   | „Konec‟                                                |                                                       |

## Ostali ustvarjalci
| - A&R: Jon Lind - A&R koordinacija: Cindy Warden - Menedžerstvo: Tish Cyrus & Jason Morey za Morey Management Group - Kreativna direkcija: David Snow - Umetniška direkcija & oblikovanje: Enny Joo - Fotografija: Brian Bowen Smith |

## Dosežki, certifikacije in procesija

### Dosežki
| Lestvica (2010)                 | Dosežek |
| ------------------------------- | ------- |
| Australian ARIA Albums Chart    | 4       |
| Austria Top 40                  | 2       |
| Belgium Albums Chart (Flanders) | 8       |
| Belgium Albums Chart (Valonija) | 7       |
| Canadian Albums Chart           | 2       |
| Czech Albums Chart              | 8       |
| Danish Albums Chart             | 25      |
| Dutch Albums Chart              | 31      |
| European Top 100 Albums         | 2       |
| Finnish Albums Chart            | 41      |
| French Albums Chart             | 13      |
| German Albums Chart             | 4       |
| Greek Albums Chart              | 3       |
| Hungarian Albums Chart          | 10      |
| Irish Albums Chart              | 5       |
| Italian Albums Chart            | 4       |
| Mexican Albums Chart            | 10      |
| New Zealand Albums Chart        | 2       |
| Norway Albums Chart             | 8       |
| Polish Albums Chart             | 11      |
| Portuguese Albums Chart         | 1       |
| Spanish Albums Chart            | 1       |
| Swedish Albums Chart            | 21      |
| Swiss Albums Chart              | 3       |
| UK Albums Chart                 | 8       |
| U.S. Billboard 200              | 3       |

|

### Certifikacije
| Država     | Certifikacija |
| ---------- | ------------- |
| Avstralija | Zlata         |
| Poljska    | Zlata         |

### Dosežki ob koncu leta
| Lestvica (2010)         | Pozicija |
| ----------------------- | -------- |
| Austrian Albums Chart   | 75       |
| European Top 100 Albums | 70       |
| German Albums Chart     | 99       |
| U.S. Billboard 200      | 130      |

|}

### Ostali pomembnejši dosežki
| Predhodnik: A Son de Guerra od Juana Luisa Guerre | Spanish Albums Chart - album na prvem mestu 26. junij 2010 – 4. julij 2010    | Naslednik: Euphoria od Enriquea Iglesiasa                                              |
| Predhodnik: Recovery od Eminema                   | Portuguese Albums Chart - album na prvem mestu 3. julij 2010 – 10. julij 2010 | Naslednik: Listen Up! The Official 2010 FIFA World Cup Album od različnih ustvarjalcev |
| Predhodnik: Aphrodite od Kylie Minogue            | Greek Albums Chart - album na prvem mestu 31. julij 2010                      | Naslednik: Listen Up! The Official 2010 FIFA World Cup Album od različnih ustvarjalcev |

## Zgodovina izidov
| Država                  | Datum          | Založba         |
| ----------------------- | -------------- | --------------- |
| Nemčija                 | 18. junij 2010 | Universal Music |
| Poljska                 | 18. junij 2010 | Universal Music |
| Avstralija              | 18. junij 2010 | Universal Music |
| Združene države Amerike | 21. junij 2010 | Hollywood       |
| Kanada                  | 21. junij 2010 | Universal Music |
| Združeno kraljestvo     | 21. junij 2010 | Fascination     |
| Švedska                 | 21. junij 2010 | Universal Music |
| Japonska                | 23. junij 2010 | Avex Group      |